# Nova Atos
Nova Atos (abcaz: Афон Ҿыц, Afon Tshyts, geórgio: ახალი ათონი, Akhali Atoni, russo: Новый Афон, Novyy Afon) é uma cidade na Abecásia, a cerca de 22 km de Sucumi, pelas costas do Mar Negro. A cidade foi anteriormente conhecida pelos nomes: Nicópolis, Aquiso, Anacopia, Nicópia, Nicofia, Nicópsis, Absara e Psirtsca.

## História

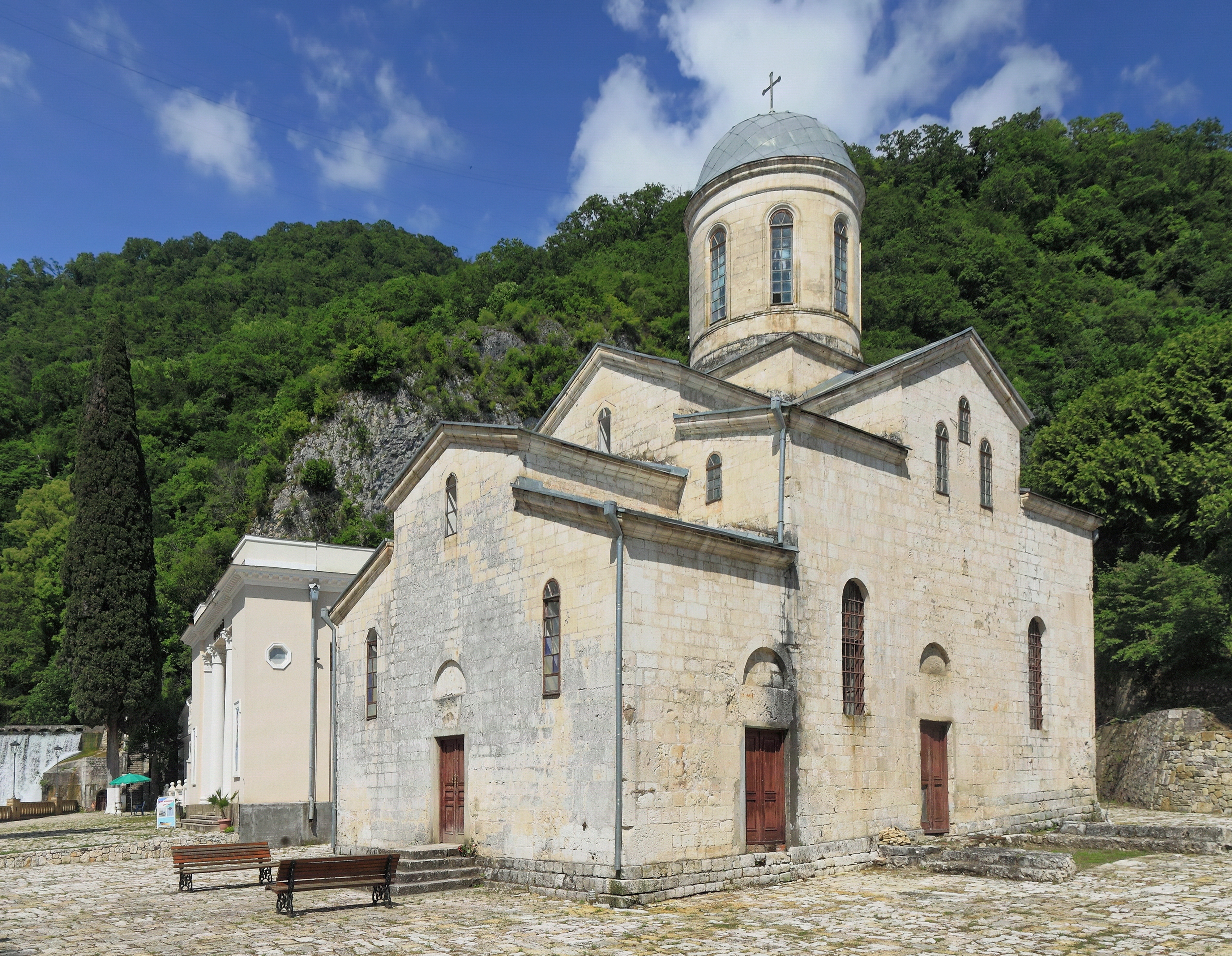
Igreja de Simão, o Zelote

Uma grande e antiga cidade portuária de nome Anacopia foi registada aqui no século III. As suas ruínas são ainda visíveis. No século V, os georgianos construíram uma fortaleza no topo na Montanha Ibéria. Anacopia foi a capital do principiado da Abecásia na órbita do Império Bizantino e depois do Reino Abzaque, depois do arconte abzaque Leão II se declarar rei em fins do século XVIII. Mais tarde, a capital foi movida para Cutáissi.
Anacopia foi cedida ao Império Bizantino por Demétrio em 1033 mas foi reconquistada pelos georgianos em 1072 entre os outros territórios que a Geórgia ganhou como resultado da Batalha de Manzicerta.

## Mosteiro
Em 1874 monges russos vindos do Mosteiro de Rossikon no Monte Atos chegaram ao Cáucaso com o objectivo de encontrar um lugar para um restabelecimento. Eles temiam que o Império Otomano expulsassem os russos de Atos depois do fim da Guerra Russo-Turca. Eles escolheram Psyrtskha e o neobizantino Mosteiro de Nova Atos, dedicado a Simão, o Zelote, foi construído por volta de 1880 com os fundos providenciados por Alexandre III da Rússia. Eventualmente aos monges russos foi-lhes permitido ficar na "velha" Atos e o Mosteiro de Nova Atos ficou com muito menos ocupação da que se antecipou.
A Paisagem Cénica do Mosteiro de Nova Atos, à beira-mar, fê-lo um destino turístico popular, com turistas russos a visitar a Abecásia.

## Transporte
No transporte a cidade é servida pelo Metropolitano de Nova Atos, que está localizado na Caverna de Nova Atos, ele funciona de Maio a Novembro, época de turismo na cidade com aproximadamente 2 000 passageiros ao dia.

## Galeria

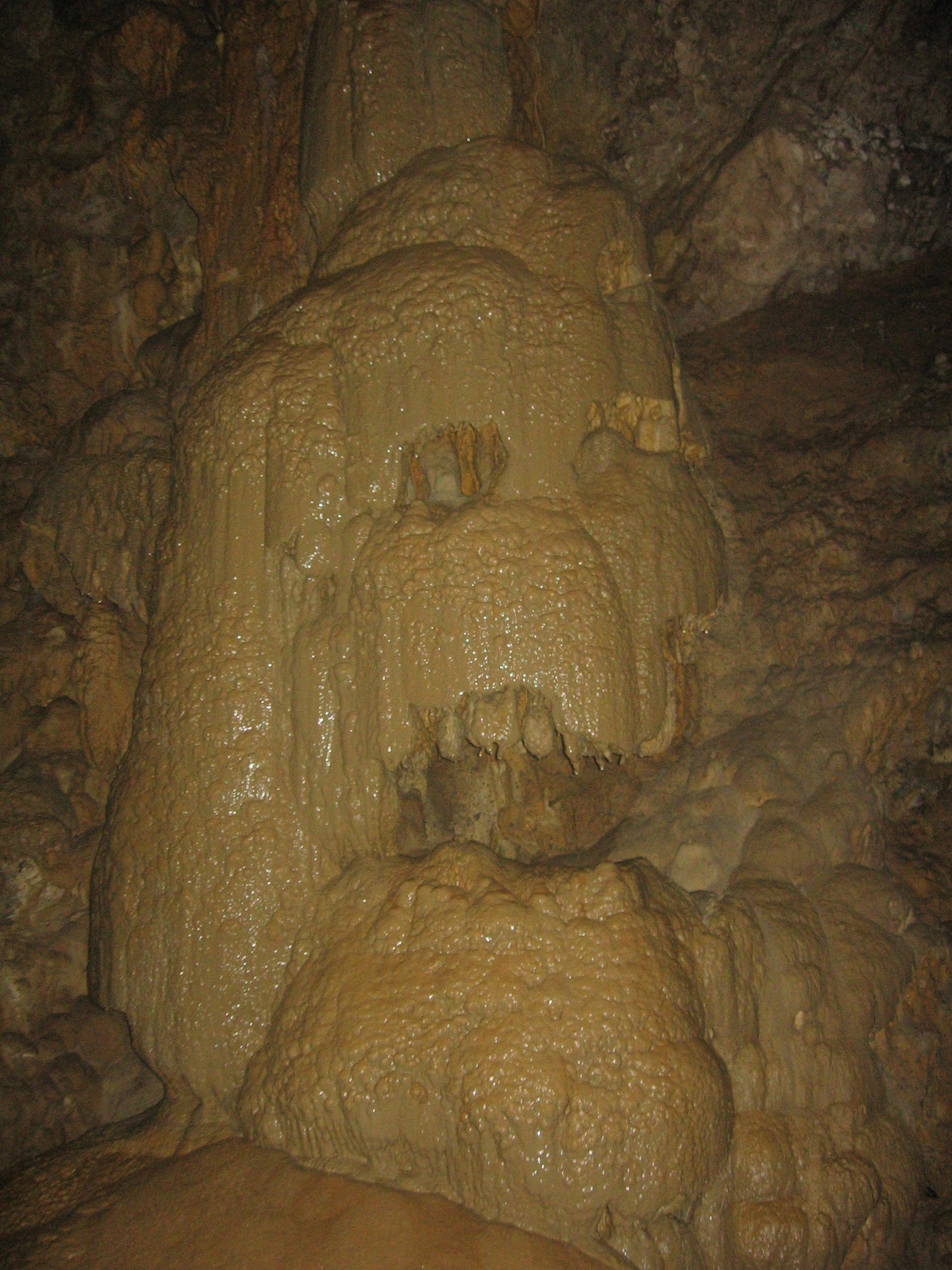
A Caverna de Nova Atos
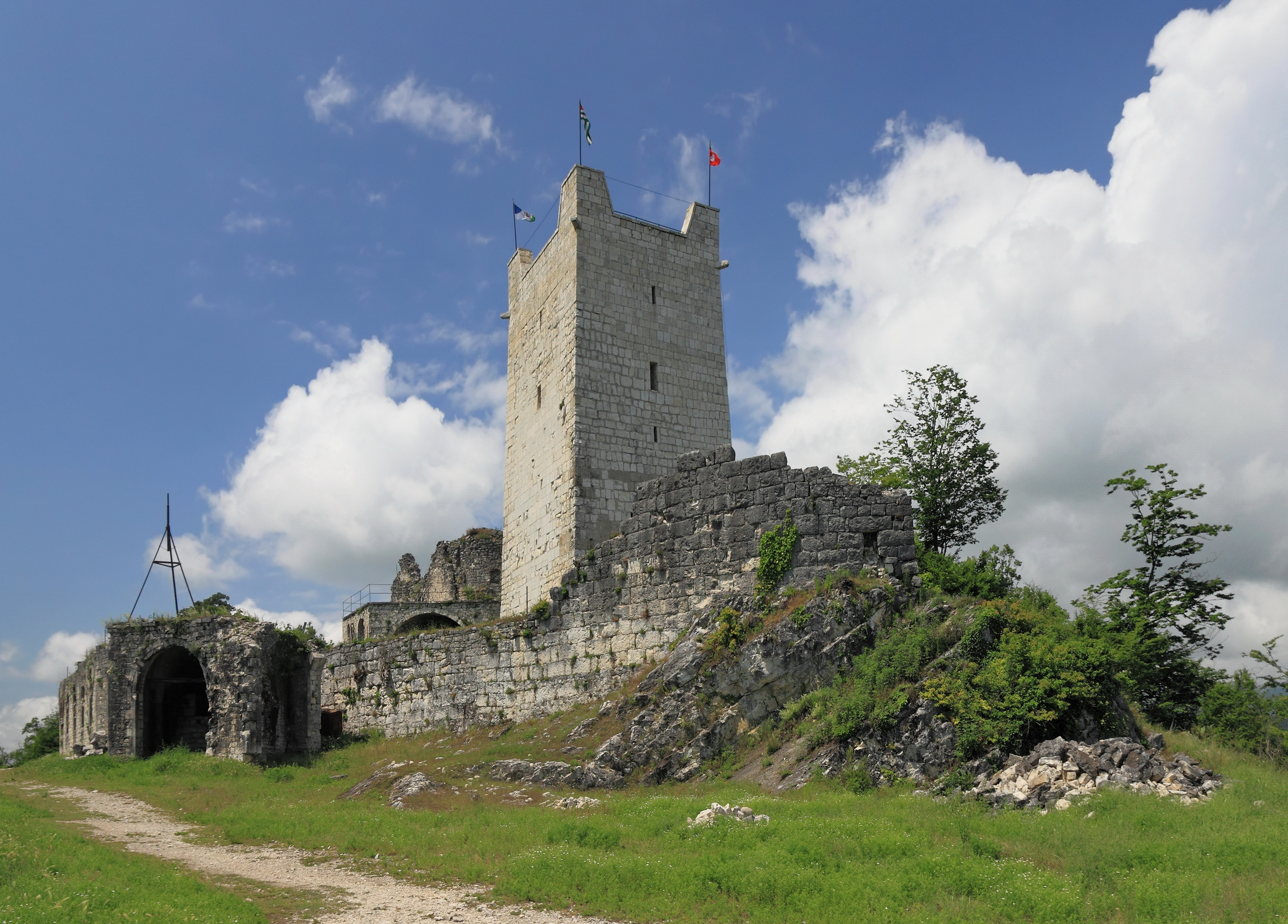
Fortaleza de Anacopia na Montanha Ibéria
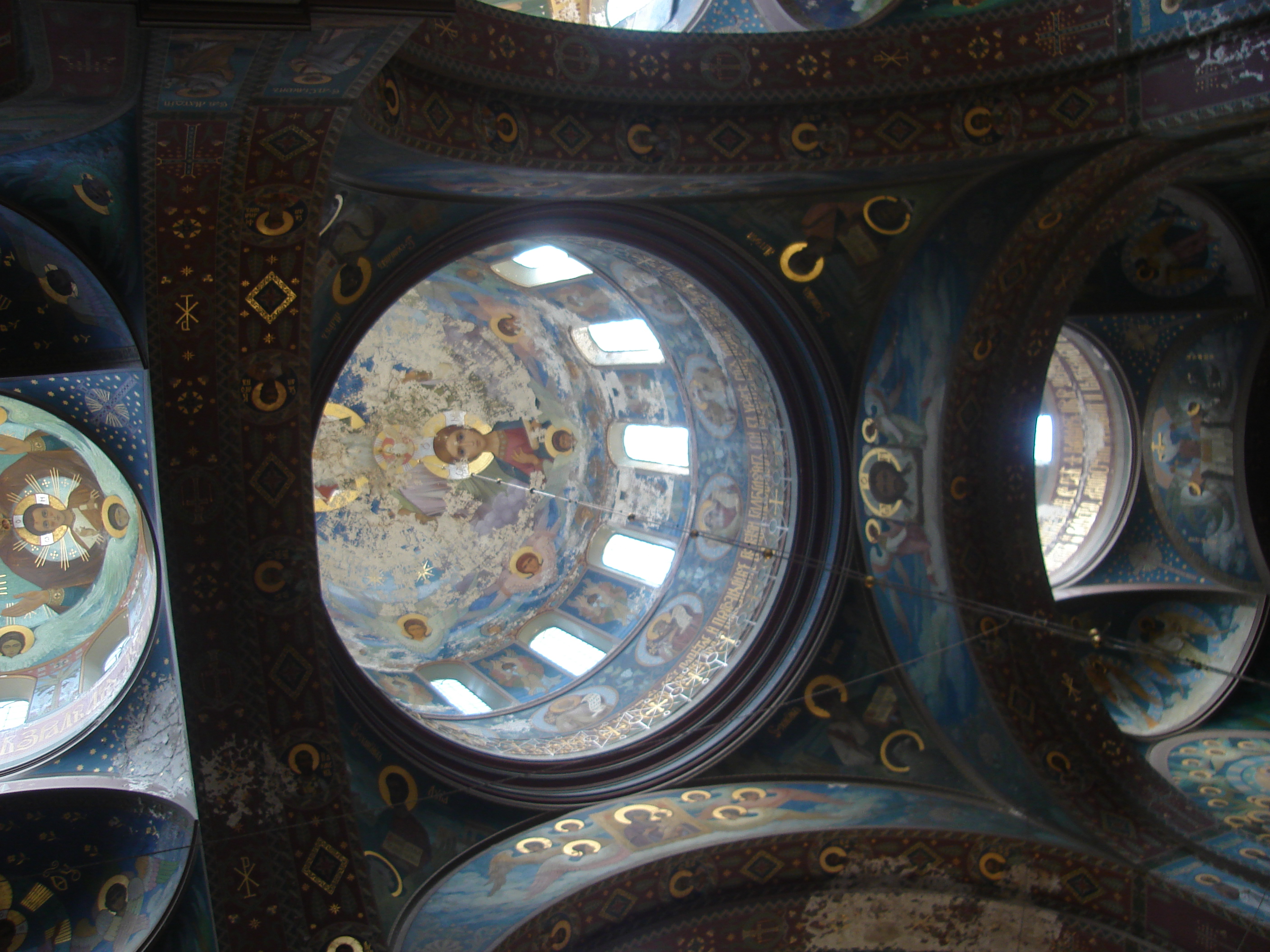
Interior do mosteiro
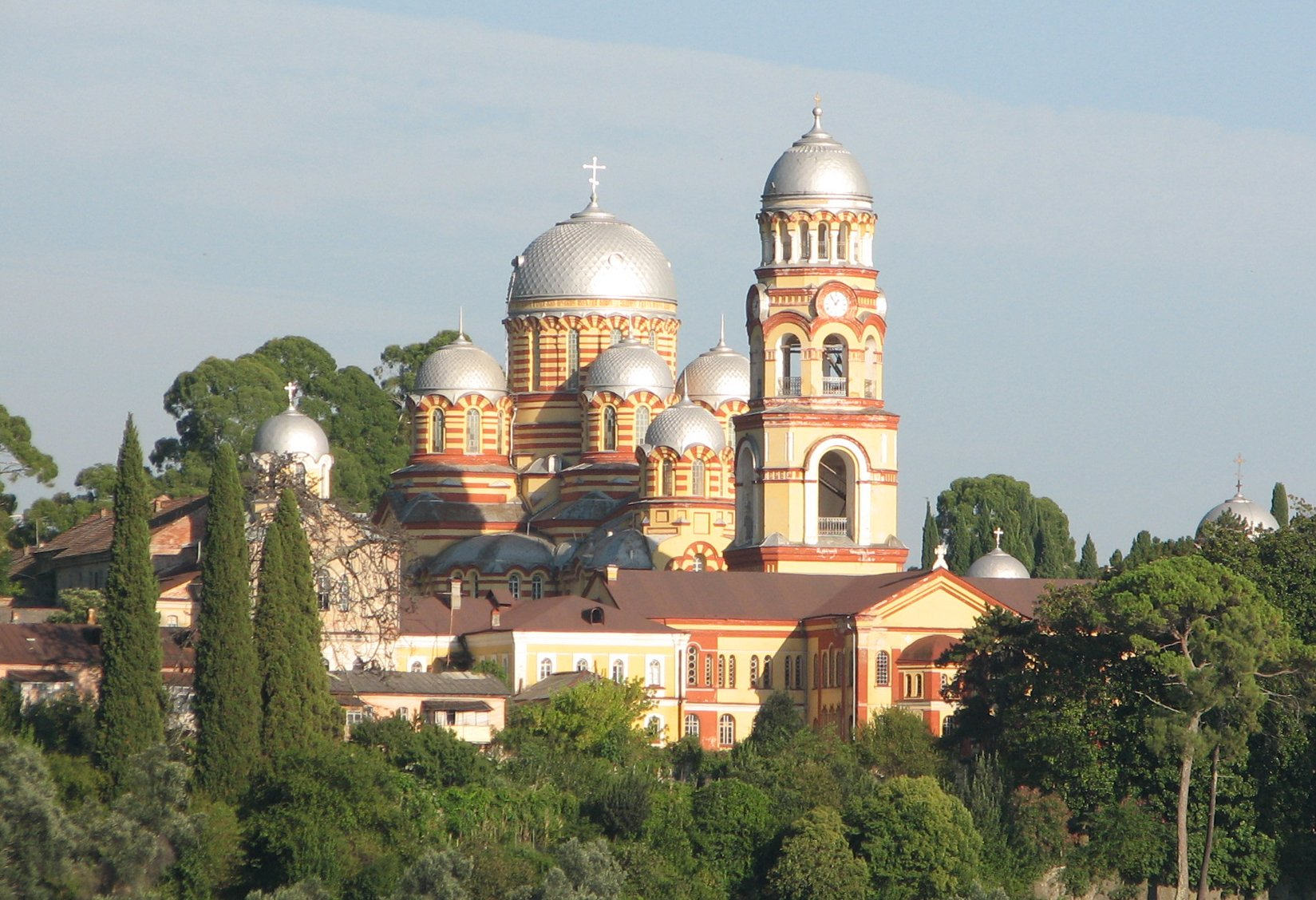
Mosteiro de Nova Atos